# Referèndum constitucional de Corea del Sud de 1969
17 d'octubre de 1969 es va celebrar un referèndum constitucional a Corea del Sud. Els canvis a la constitució van ser aprovats pel 67,5% de les paperetes vàlides, amb una participació del 77%.